# Euseius subplebeius
Euseius subplebeius är en spindeldjursart som först beskrevs av Wu och Li 1984.  Euseius subplebeius ingår i släktet Euseius och familjen Phytoseiidae. Inga underarter finns listade i Catalogue of Life.